# ملیتوپول
ملیتوپول (اوکراینی: Меліто́поль) شهری در استان زاپوریژیا در کشور اوکراین است. جمعیت این شهر ۱۵۰,۷۶۸ نفر (۲۰۲۱ تخمینی) است.